# Toscolano (Avigliano Umbro)
Toscolano è una frazione del comune di Avigliano Umbro (TR).
Il paese si trova a 560 m s.l.m., 11 km da Avigliano, nelle vicinanze del monte Croce di Serra (994 m) ed è popolato da 67 abitanti (dati Istat, 2001); da esso si gode di un vasto panorama sulla vallata ed i castagneti adiacenti.

## Storia
Il toponimo dovrebbe derivare dal nome della gens romana Toscola.
Il borgo nasce attorno ad un castello di origine duecentesca, costruito come avamposto di difesa  del territorio tuderte, assieme alle vicine Melezzole e Santa Restituta. La fortezza venne poi ristrutturata nel 1442; è caratterizzato da una pianta urbana di tipo concentrica e da mura circolari dotate di torrioni.
Nativo di Toscolano era fra' Faostino (1595 - Trevi, 1679), un predicatore che viaggiò anche in Israele, descrivendo usi e costumi arabi nel libro "Itinerario di Terrasanta".

## Economia e manifestazioni
La presenza di vasti castagneti assicura una produzione molto interessante di questo frutto autunnale. In associazione alle castagne viene anche coltivato il bosco ceduo, con tagli ogni circa 15-18 anni: le principali varietà sono cerro, roverella, rovere, orniello, carpino nero.
L'ultima settimana di ottobre vi si tiene la Sagra della castagna.
Fino a tutto il XIX secolo la pratica della caccia alle palombe ha consentito agli abitanti del paese di pagare l'enfiteusi.

## Monumenti e luoghi d'interesse
- Chiesa di S. Apollinare (XVIII secolo), contenente quadri del XVII secolo di Andrea Polinori (Crocifisso e Santi dietro l'altare maggiore) e Pietro Paolo Sensini , ed un antico organo in legno d'olivo.
- Edicola della Maestà, all'interno della chiesa della Ss. Annunziata, a navata unica. Essa si trova sull'abside ed è attribuita a Piermatteo d'Amelia. L'affresco raffigura un Angelo, il Padre Eterno e la Vergine: è stato recentemente restaurato.

## Galleria d'immagini

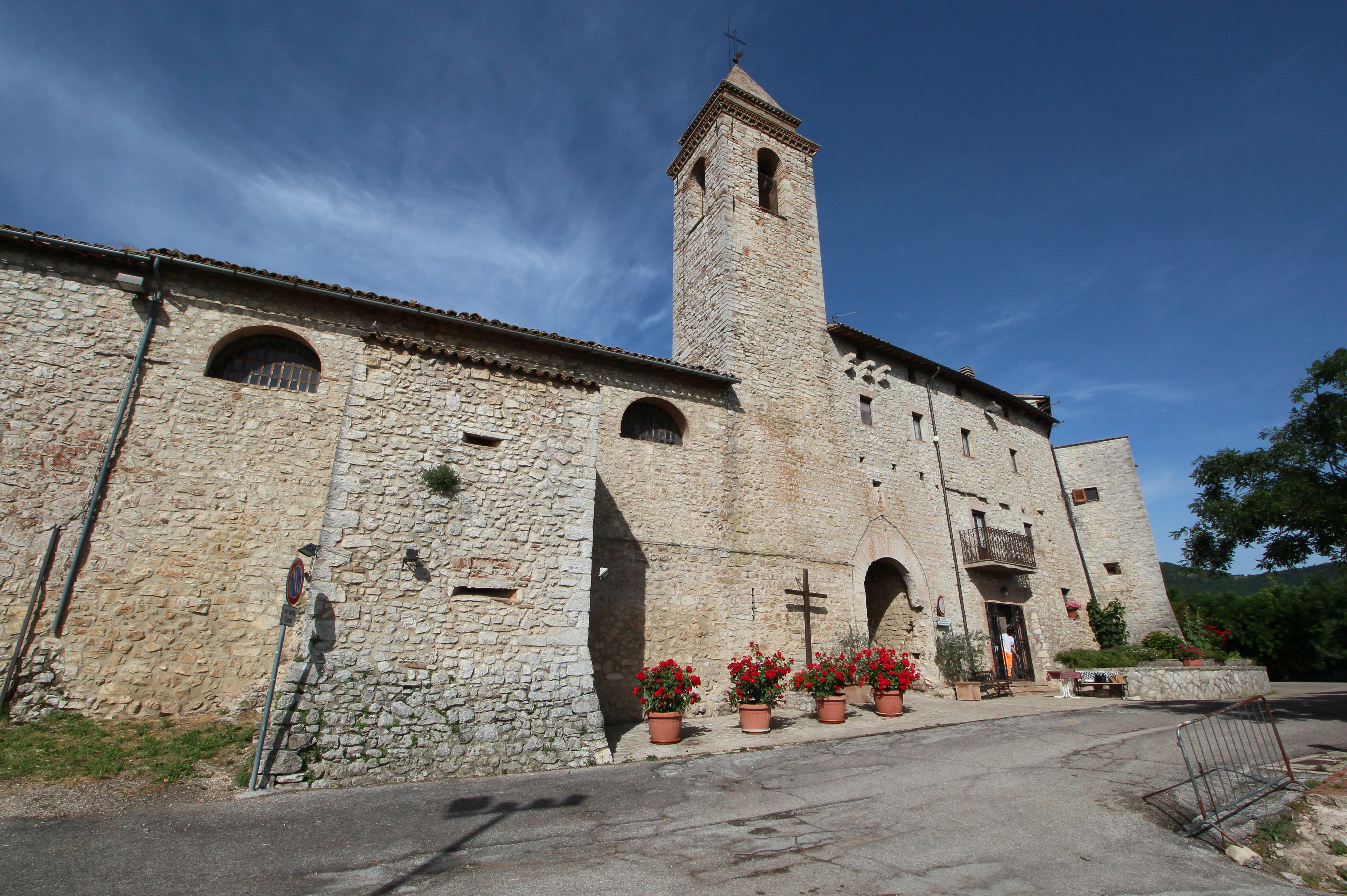
Le mura con la porta d'ingrosso e la chiesa di S. Apollinare
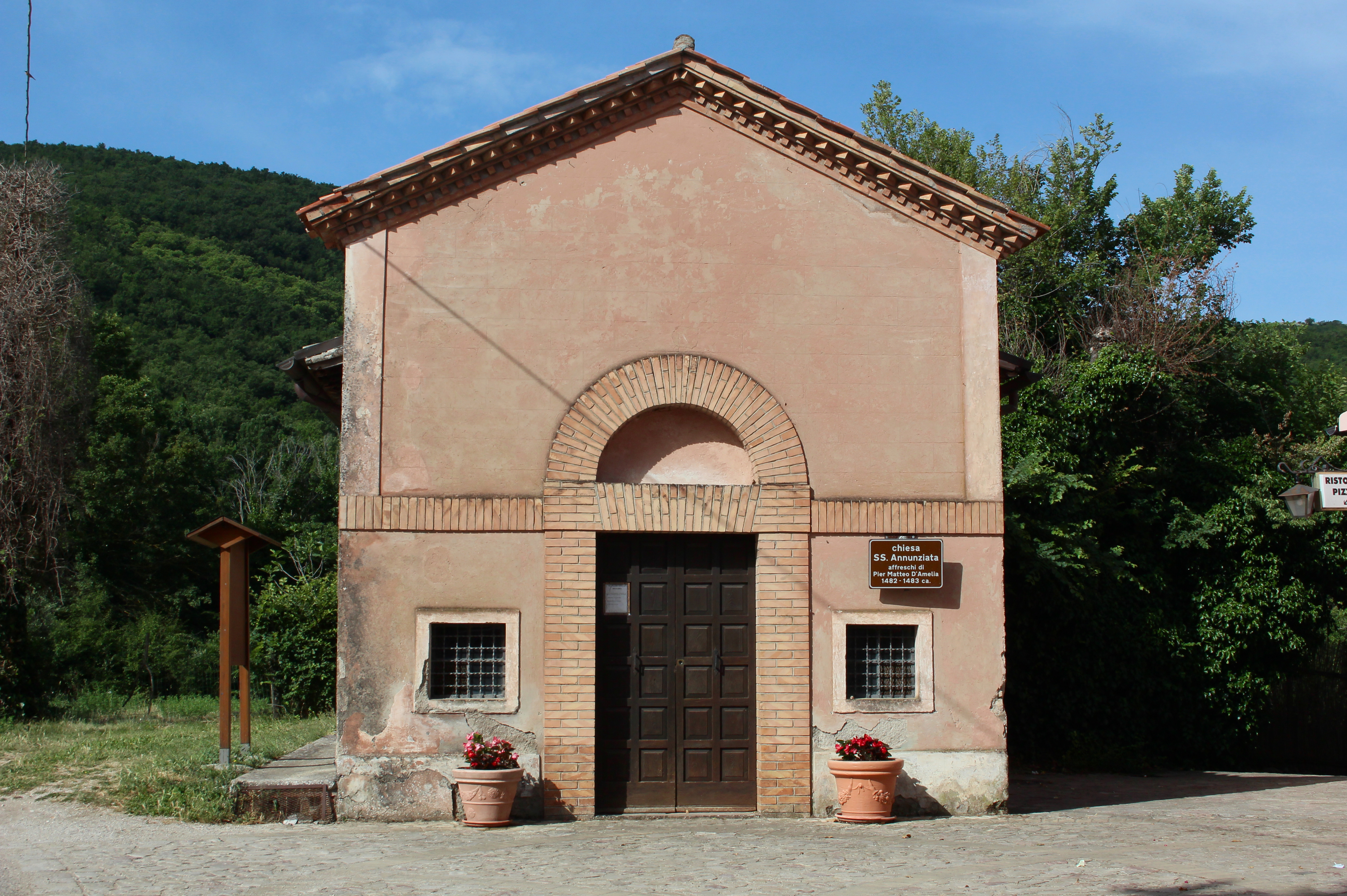
La chiesa della SS. Annunziata fuori del paese

## Sport
- Motocross, enduro